# Ксенија Атанасијевић
Ксенија Атанасијевић (Београд, 5. фебруар 1894 — Београд, 28. септембар 1981) била је српска филозофкиња, преводитељка и универзитетска предавачица. Прва је доценткиња и прва жена која је докторирала на Београдском универзитету 1922. године. Дипломирала је чисту филозофију са класичним језицима. Била је преводитељка класичних филозофских дела, као и ауторка студија, чланака, метафизичких и етичких расправа. Између два светска рата била је професорка на Универзитету у Београду. Објављени су њени Филозофски фрагменти. Преводила је дела Аристотела (Органон), Платона (дијалог Парменид), Спинозе (Етика), Адлера (Индивидуална психологија).

## Биографија
Ксенија Атанасијевић је рођена 1894. године у Београду као шесто дете угледног лекара, управника Опште болнице Светозара Атанасијевића. Њена мајка Јелена, из београдске свештеничке породице и сестричина председника београдске општине Аћима Чумића, умрла је после порођаја. Када је имала 12 година, умире јој отац, и бригу о Ксенији преузима њена маћеха, просвећена наставница Више женске школе Софија Атанасијевић. Најбољи друг јој је песник Растко Петровић и његова сестра, париска сликарка Надежда. Ксенија студира филозофију на Београдском универзитету, професор главног предмета јој је славни Бранислав Петронијевић, кога због открића у палеонтологији и оригиналних филозофских радова високо уважавају европски научни кругови. Међутим, Петронијевић ја на Београдском универзитету страх и трепет. Ксенија се у писму пријатељици јада да су његова предавања „физиолошки неиздржива“ и да студенти падају у несвест на семинарима које Петронијевић води, трудећи се да исмеје, понизи и с факултета заувек отера сваког ко није у стању да му интелектуално парира.
„Ја сам очекивала да сваког часа паднем мртва. Једна студенткиња је почела да плаче, а једна је отишла и никада више неће доћи“, каже млађана Ксенија. Али тај исти Петронијевић Ксенију открива као најталентованију на факултету и неформално је проглашава својом наследницом. Но, први успеси на факултету први су сусрети Ксеније Атанасијевић са злобом чаршије, која никада није трпела нити подржавала изузетост: почињу оговарања о њеној љубавној вези с професором Петронијевићем.

### Докторат
Пошто је дипломирала, за докторски рад она узима дело Ђордана Бруна и трага за ретким књигама о њему по читавој Европи. Докторат је обранила са одличним успехом. Има 28 година када брани своју докторску тезу Бруново учење о најмањем, 16. јануара 1922. године. У комисији којом председава Петронијевић још су и Милутин Миланковић и Веселин Чајкановић. Можда стога да би сам разоткрио трачеве о његовој сентименталности према Ксенији, Петронијевић тада превазилази и сопствену малициозност и суровост према студентима, па у једном часу Ксенију Атанасијевић, иако на филозофском испиту, води кроз подручје више математике. Она неочекивано доказује да је сасвим спремна да објасни и математичке формуле које се тичу дела Ђордана Бруна, а запањени Петронијевић и Миланковић гледају један другога и коментаришу: „Колега, јел све у реду са хормонима наше кандидаткиње?!“ Њихови неспретни комплименти требало је да кажу да је Ксенија „паметна као мушко“, но такве шале су учврстиле Ксенију решеност да се бори за равноправност жена у друштвеном животу Краљевине Југославије. Промовисана је у доктора 5. марта исте године. У октобру 1923. изабрана је за доцента филозофије на Философском факултету, чиме је постала прва универзитетска наставница. Приступно предавање, "Почеци философирања код Грка", одржала је у марту 1924.

### Прогон
Чаршија у Београду прелази на „нову аферу“, и проглашава Ксенију љубавницом њене најбоље пријатељице Зоре Станковић. Ова говоркања затим замењују новом „причом“: Ксенија Атанасијевић је у вези с познатим београдским лекаром и „ожењеним човеком“ Миланом Марковићем. Провокативни наслови о љубавном животу Ксеније и доктора Марковића појављују се и на првим странама тадашње жуте штампе, листова „Балкан“ и „Вече“. Чаршија им не признаје и приватност ни када се доктор Марковић разводи од прве жене и венчава са Ксенијом Атанасијевић. Пошто је Ксенија постала и предавач на Београдском универзитету, увређени професор Милош Тривунац на седници универзитетског већа поносно прокламује: Има крајева у Србији где жене љубе у руку млађе мушкарце, а ви хоћете да дате катедру доцента једној младој девојци.
Ксенија Атанасијевић неће издржати тортуру која јој се спрема на Београдском универзитету. Читав круг професора, који углавном анонимно делују, страсно се окомио на њу и смишља афере. Главна им је да је Ксенија, у једном предавању на Коларцу, поменула извесни извор, не цитирајући га јасно, па је на тај начин постала плагијатор. На основу овога, они организују гласање за избацивање професорке Атанасијевић с Универзитета - с катедре Философског факултета је уклоњена 24. октобра 1935. Професор и правник, Живојин М. Перић, јавно и ватрено упозорава да су та гласања сасвим незаконита. Конференција интелектуалаца тражи да се утврди ко је у праву. Анонимна група тада дискусију пребацује на терен „аутономије Универзитета“. Ксенија Атанасијевић пише полемичке текстове, позива оне који је нападају да јавно кажу у чему је ствар, тражи право барем да се брани. С друге стране нема одјека, а што време више пролази, ствара се чаршијски утисак да „ту нечега ипак има“. Пуних осам година Ксенија Атанасијевић безуспешно тражи правду и заштиту. У међувремену, Енциклопедија Британика увршћује у своје одреднице њен докторски рад о Ђордану Бруну као релевантну литературу за схватање Брунове мисли. Коначно она сама 1936. (или већ 1935.) године пише молбу Универзитету да је превремено пензионише. Уморна од ове борбе је говорила: „на својој страни, осим истине и закона, нисам имала ништа више“. Осврћући се на случај, ректорат универзитета је закључио да "За свој неуспех на Универзитету г-ца Атанасијевић има да захвали само себи", на шта је Атанасијевић одговорила да може захвалити "подмуклим интригама, прикривеним универзитетском 'аутономијом'".
У децембру 1939. постављена је за наставног инспектора.

### Други светски рат
У Београду за време Другог светског рата, Ксенија Атанасијевић одбија да потпише чувени Апел београдских интелектуалаца. Штавише, пре рата писала је против нацизма и бранила Јевреје, па је Гестапо хапси. После завршетка рата, нове комунистичке власти је хапсе. Из комунистичког затвора је изашла лишена само грађанских права, а све њене књиге стављене су на листу забрањених. Наставља анонимно да ради и припрема трећи том свог животног дела Филозофски фрагменти. Тај рукопис није никада пронађен. На основу онога што јесте пронађено, сматра се да је Ксенија Атанасијевић творац оригиналног и целовитог филозофског система.
Највећа српска жена мислилац, чија је главна тема проблем зла у појединцу и друштву. Добијала је и званичне позиве да предаје у Америци, али остала је у Београду, где умире 1981, у својој 88. години. Сахрањена је на београдском Новом гробљу са супругом Миланом Марковићем, парцела 10. Крајем 1980-их, њена гробница је уништена, а гробно место прекопано и продато новим власницима.

## Наслеђе
Љиљана Вулетић је написала књигу „Живот и мисао Ксеније Атанасијевић“ за коју је 2006. добила Награду Исидориним стазама.
Зоран Пеневски је написао роман „Елегија о белој девојчици” о Ксенији Атанасијевић.

## Одабрана дела
- Бруново учење о најмањем, Београд, 1922.
- Почеци филозофирања код Грка, Београд, 1928.
- Филозофски фрагменти I-II, Београд, 1929-30.
- La doctrine métaphysique et géométrique de Bruno,Београд и Париз, 1923.
- L'Atomisme d’Epicure, Париз, 1928.[20]
- Un fragment philosophique, Београд, 1929.
- Considération sur le monde et la vie dans la littérature populaire des Yougoslaves, Париз 1929/30.
- Die gegenwärtigen philosophishen Strömungen in Jugoslawien – Der russische Gedanke, Internationale Zeitschrift für Philosophie, Бон, 3, 1930.
- Die Anfänge des Philosophiernes bei den Griechen, 1928.
- Органон, превод
- Етика, превод